# TÁR塔爾
《TÁR塔爾》（英語：Tár，風格化記作）是一部2022年美德合拍的心理劇情電影，講述虛構的女指揮家莉迪亞·塔爾（Lydia Tár）的故事。在電影中，她是世界公認最偉大的作曲家兼指揮家、柏林愛樂史上首位女指揮家。電影由陶德·菲爾德執導兼編劇，凱特·布蘭琪、諾耶米·梅蘭特、妮娜·霍斯、蘇菲·考爾（Sophie Kauer）、朱利安·葛洛夫、艾倫·柯德勒和馬克·史壯主演。
《TÁR塔爾》2022年9月1日登上第79屆威尼斯影展首映，布蘭琪在此贏得沃爾庇杯最佳女演員獎。焦點影業安排電影2022年10月7日在美國有限上映，2022年10月28日擴大上映；2023年2月23日在德國上映。本片在北美地區的票房表現不佳，但獲得影評界普遍好評，主要讚賞布蘭琪的表演、菲爾德的編導、電影的攝影、剪輯、音效處理。美國電影學會將該片列入2022年十大最佳電影名單。布蘭琪的表現還獲得包含棕櫚泉國際電影節、第80屆金球獎最佳劇情類女主角獎等多樣獎項的肯定。

## 故事概要
莉迪亞·塔爾是德國當今世上最偉大古典音樂家，也是柏林愛樂史上首位女性首席指揮家，不僅在樂壇事業有成，仰賴助理弗朗西斯卡·倫蒂尼為她處理事務，還和身兼小提琴手的妻子莎朗·古德諾育有養女佩特拉。原本她正在著手準備接下來的新書發表會與將在音樂會表演的馬勒《第5號交響曲》，在紐約客節加以宣傳，播放了《第5號交響曲》的錄音，後來她會晤投資銀行家兼業餘指揮家艾略特·卡普蘭，後者和她共同創立了手風琴基金會，以支持有抱負的女指揮家。兩者討論技巧之餘，莉迪亞基於性別平等的追求，她決定將樂團裡原有的男大提琴手和經驗豐富的時任助理指揮賽巴斯汀·布利克斯從出演團隊裡撤下，另尋其他大提琴手遞補表演名額空缺。
在茱莉亞學院的大師班課程中，莉迪亞鼓勵學生專注於音樂，而不是音樂家的出身和價值觀，並且在返回柏林前從精修手風琴的前成員克莉斯塔·泰勒手裡收到薇塔·薩克維爾-韋斯特著作的小說《挑戰》的初版，但是她撕掉了被克莉斯塔美化過的扉頁，扔掉了那本書。當莉迪亞透過莎朗轉述，獲知佩特拉在學校被欺負的事情後，她找上並威脅欺負佩特拉的女學童約翰娜不得造次。在大提琴手的盲聽測試前，莉迪亞在洗手間偶遇來自俄羅斯的年輕女性參試者歐嘉·梅特金娜，她因為看中後者，特意修改她的記分卡，確保她能夠入選管弦樂隊，甚至授予她在伴奏愛德華·艾爾加的大提琴協奏曲的獨奏位置，這使得弗朗西斯卡和莎朗因為在莉迪亞準備錄音時，察覺她對歐嘉特別關照的態度和歐嘉的吸引力，導致兩者和莉迪亞的互動陷入緊張狀態。
然而後續的發展出乎莉迪亞的意料之外：克莉斯塔私底向弗朗西斯卡寄出滿懷絕望、控訴莉迪亞職權性侵犯的電子郵件後，自行走上絕路。莉迪亞有鑒於克莉斯塔的雙親準備向她提起訴訟，指示弗朗西斯卡刪除所有涉及克莉斯塔、包含杯葛克莉斯塔演出機會的電子郵件，聘請律師為自己辯護，順便向賽巴斯汀通知有人將取代他登台演出的訊息，此事讓賽巴斯汀憤怒不已，斥責管弦樂隊的成員們都知道莉迪亞公然偏袒的行為，表明她涉及虐待，他還推測莉迪亞安排弗朗西斯卡取替自已，意味著交換性恩惠。與此同時，莉迪亞計劃用不同的候選者取代賽巴斯汀，顧及指揮經驗因素未選擇弗朗西斯卡，但是弗朗西斯卡在未告知莉迪亞的狀態自行離職和搬往別處，這使得莉迪亞心煩意亂。她和歐嘉的互動也跟著愈趨親密。
接下來的期間，莉迪亞飽受遠處尖叫的女人、噩夢、慢性疼痛、對聲音越來越敏感所苦，更被克莉斯塔曾經繪製過的神秘塗鴉所困擾。某日莉迪亞為了交還歐嘉遺落在汽車上的熊玩偶誤入某棟廢棄社區，為了躲避野狗不慎跌倒受傷。她在古怪鄰居照看她瀕死的母親的病房隔壁嘗試著完成作曲，卻被醫療設備的聲音干擾。她在茱莉亞學院任教、經過編輯的影片被廣泛流傳，《紐約郵報》甚至刊載了指控莉迪亞用權勢性侵團員、杯葛拒絕她的對象的文章，她在歐嘉的陪同下返回紐約，出席克莉斯塔父母提出的訴訟兼宣傳她的書，還遇上了抗議者。莉迪亞在法庭被原告向她詢問，弗朗西斯卡和克莉斯塔之間的電子郵件是否有關犯罪。由於醜聞爭議的影響，莉迪亞落得聲敗名裂，被免去了指揮職務，連莎朗也對這些指控和莉迪亞缺乏溝通感到憤怒，禁止莉迪亞會見養女佩特拉。莉迪亞返回她原來的工作室，變得愈加沮喪和精神錯亂，不但因為被公寓的屋主告知公寓將要出售、要求她避開看屋者參觀的時間排練而演奏手風琴宣洩不滿，還在她前往原該由她負責的第5號交響曲錄音現場、見及代替她登台指揮的艾略特時，頓時勃然大怒，甚至出手攻擊艾略特引發了騷動。事後恢復冷靜的莉迪亞被經紀公司建議她保持低調，轉而帶著寫著她的本名琳達·塔爾（Linda Tarr）的證書，返回她童年生長的故鄉史泰登島。莉迪亞播放年輕人音樂會的錄影帶，聽著其中錄有李奧納德·伯恩斯坦論及音樂意義的演說，忍不住淚流滿面，此時莉迪亞的兄弟托尼來訪，後者指出她忘本造成的後果，讓她感到五味雜陳。
過了一段時間，莉迪亞前往菲律賓，順利地發展音樂事業，她還參觀了一條棲息著曾參與馬龍·白蘭度主演電影、被放生該處的鱷魚的河川。然而當她向酒店禮賓部尋求按摩服務的建議、抵達當地的妓院時，她從面前這群坐著許多穿著編號長袍的年輕婦女裡，看見其中一名女子抬頭望向她的眼睛，這使得莉迪亞焦慮地衝往外面嘔吐。在故事的最後，莉迪亞帶領她重新組成的新樂隊，出席《魔物獵人》的遊戲音樂會，在眾多Cosplay觀眾的注目中，指揮樂隊演奏《魔物獵人》的遊戲配樂。

## 演員
- 凱特·布蘭琪飾演琳達·塔爾／莉迪亞·塔爾（Linda Tarr / "Lydia Tár"），世界著名的作曲家兼指挥家。
- 諾耶米·梅蘭特飾演弗朗西斯卡·倫蒂尼（Francesca Lentini），莉迪亚的助手。
- 妮娜·霍斯飾演莎朗·古德諾（Sharon Goodnow），小提琴手兼莉迪亚的妻子，患有慢性疾病。
- 蘇菲·考爾（Sophie Kauer）飾演歐嘉·梅特金娜（Olga Metkina），年轻的俄罗斯大提琴手。
- 朱利安·葛洛夫（英语：Julian Glover）飾演安德里斯·戴維斯（Andris Davis），莉迪亚的前任指挥。
- 艾倫·柯德勒（英语：Allan Corduner）飾演賽巴斯汀·布利克斯（Sebastian Brix），莉迪亚的助理指挥。
- 馬克·史壯飾演艾略特·卡普蘭（Eliot Kaplan），一位投资银行家、业余指挥和莉迪亚的援助资金经理。
- 席薇亞·弗洛特（Sylvia Flote）飾演克莉斯塔·泰勒（Krista Taylor），莉迪亚援助资金的前成员。
- 亞當·戈普尼德（英语：Adam Gopnik）飾演他自己，《纽约客》节目上采访莉迪亚的采访者。
- 米拉·博戈耶維奇（Mila Bogojevic）飾演佩特拉（Petra），莉迪亚和沙朗的养女。
- 澤斯潘·史密斯-格奈斯特（Zethphan Smith-Gneist）飾演麥斯（Max），茱莉亚学院的学生。

## 製作
據2021年4月媒體報導，凱特·布蘭琪與相隔十五年未執導電影的陶德·菲爾德合作，將在菲爾德編導的本片擔任主演兼執行製片人。在2022年8月的預告片附帶的聲明中，菲爾德稱劇本是為布蘭琪量身打造，如果她拒絕，「那本片將永不見世。」

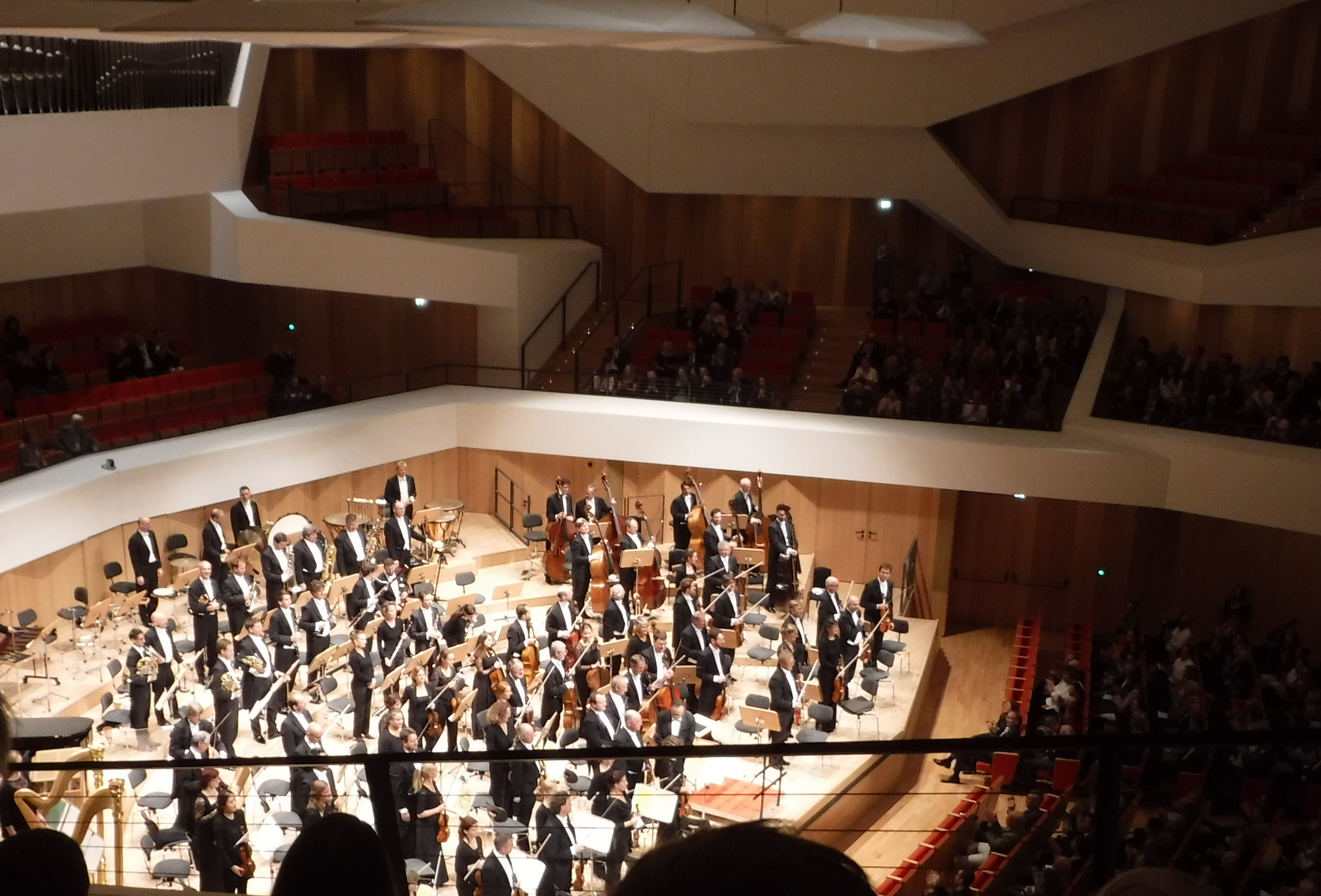
德累斯頓愛樂樂團被用作莉迪亞·塔爾虛構的柏林樂團替身

2021年9月，妮娜·霍斯和諾耶米·梅蘭特加入劇組，希尔迪·居兹纳多蒂尔擔任電影配樂的作曲家。
電影2021年8月在柏林開始主要拍攝。同年10月份接受《衛報》採訪時，出演本片的馬克·史壯透露自己的戲份已殺青。11月，據報導，蘇菲·考爾（Sophie Kauer）、朱利安·葛洛夫、艾倫·柯德勒和席薇亞·弗洛特（Sylvia Flote）加入演出陣容。其中，考爾是曾就讀於皇家音樂學院的英國和德國籍古典大提琴手。片中的畫內音皆由現場錄製，包括布蘭琪的鋼琴演奏、考爾的大提琴和德累斯頓愛樂樂團的表演。

## 音樂
電影2022年10月21日發行了一張概念專輯，收錄了希尔迪·居兹纳多蒂尔與羅伯特·艾姆斯指揮的倫敦當代管弦樂團合作的曲目，以及布蘭琪指揮德累斯頓愛樂樂團對古斯塔夫·馬勒第5交響曲的排練。大提琴家蘇菲·考爾也在專輯中演奏了埃尔加的大提琴協奏曲，由娜塔莉·默瑞·比爾（Natalie Murray Beale）指揮的伦敦交响乐团伴奏。截至2022年11月5日的一週內，概念專輯在《告示牌》雜誌的傳統古典專輯中排名第一，領先於柏林爱乐乐团的專輯。
指揮家約翰·毛瑟里擔任菲爾德劇本的顧問，為莉迪亞·塔爾提供有關古典音樂和音樂家的指點。

## 發行
《TÁR塔爾》2022年9月1日登上第79屆威尼斯影展舉行首映，2022年9月3日在特柳賴德影展上首次在北美放映。電影由焦點影業安排2022年10月7日在美國院線有限上映，2022年10月28日擴大上映；2023年2月23日在德國上映。
本片2022年11月15日以VOD形式推出，藍光、DVD和4K UHD版本定於2023年1月發行。

## 反響

### 評價
《TÁR塔爾》在爛番茄網站上根據222篇評論而持有91%的新鮮度，平均評分為8.3／10。共識評論：「《TÁR塔爾》在凱特·布蘭琪完美到位演出的飆升旋律帶領下，出色地多次演繹了以名譽為動力的權力背後不和諧的一面。」Metacritic則根據47位影評人而給出91分，代表「普遍好評」。
電影發行後，知名女性指揮家馬林·阿爾索普在英國報紙《泰晤士報》採訪時公開譴責該電影和凱特·布蘭琪飾演的角色刻畫「一個虛構的、辱罵性的、自戀的大師，欺負她的學生並剝削她的員工」，她在接受《紐約時報》的採訪期間稱道：「《TÁR塔爾》的許多膚淺方面似乎與我自己的個人生活相吻合，一旦我看到它，我就不再擔心了，我感到被冒犯了：作為一個女人，我被冒犯了，作為一個指揮，我被冒犯了，作為一個女同性戀，我被冒犯了。」、「這部電影有點危險，因為人們可能會混淆什麼是真實的，什麼不是。」、「有機會扮演這個角色的女性，並讓她成為施虐者——對我來說，這令人心碎。所有女性和所有女權主義者都應該被這種描述所困擾，因為它並不是關於女指揮家的，不是嗎？這是關於女性作為我們社會的領導者。人們問，『我們可以信任她們嗎？她們能扮演那個角色嗎？』無論是關於 CEO、NBA 教練還是警察局局長，問題都是一樣的。」。她更批評電影呈現的反女性情節，稱普遍反映女性指揮家缺乏機會和認可。
凱特·布蘭琪回應了馬林·阿爾索普的評論，她在訪談中提及對馬林·阿爾索普的敬意，稱道：「導演陶德·菲爾德與我想做的是創造一場真正生動的對話，所以對藝術作品沒有正確或錯誤的反應。這不是一部關於指揮的電影，我認為角色的情況完全是虛構的。我看過很多不同的指揮家，但我也看過各種各樣的小說家、視覺藝術家和音樂家。這是一部非常非文字的電影。」，她闡述道馬林·阿爾索普有權發表自己的意見，補述電影是是關於權力而不是性別，「這是對權力的沉思，而權力是不分性別的」、「如果以男性為中心，我認為你不可能像陶德·菲爾德作為電影製作人那樣以微妙的方式談論權力的腐敗本質，因為我們非常了解那像是什麼。我認為無論一個人的性別是什麼，權力都是一種腐敗的力量。我認為這會影響到我們所有人。」。

### 票房
在美國和加拿大，《TÁR塔爾》首映週末從四家影院賺取15萬美元，第二週從36家影院賺取33萬美元。在上映的第三個週末，本片在141家影院獲得了50萬美元的票房收入。電影在上映的第四個週末擴大到1087家影院，票房收入為102萬美元，當週票房排名第十。《TÁR塔爾》在第二次廣泛發行時，票房收入為72萬美元（下降了30%）。

## 外部連結
- 官方网站
- 互联网电影数据库（IMDb）上《TÁR塔爾》的资料（英文）